# Skala ciężkości urazów
Skala oceny ciężkości urazów, RTS (ang. Revised Trauma Score) jest stosowana do określania stanu zdrowia poszkodowanego i prawdopodobieństwa jego przeżycia. 
| Skala oceny przytomności według Glasgow (GCS) | Skurczowe ciśnienie tętnicze (mm Hg) | Częstość oddechów (’/min) | Liczba punktów |
| --------------------------------------------- | ------------------------------------ | ------------------------- | -------------- |
| 13-15                                         | >89                                  | 10-29                     | 4              |
| 9-12                                          | 76-89                                | >29                       | 3              |
| 6-8                                           | 50-75                                | 6-9                       | 2              |
| 4-5                                           | 1-49                                 | 1-5                       | 1              |
| 3                                             | 0                                    | 0                         | 0              |

Uzyskane punkty za poszczególne składowe mnoży się i dodaje według wzoru:

RTS = 0.9368 (GCS) + 0.7326 (SBP) + 0.2908 (RR)

gdzie:

GCS – Skala oceny przytomności według Glasgow

SBP – skurczowe ciśnienie tętnicze (akronim z ang. systolic blood pressure)

RR – częstość oddechu (akronim z ang. respiratory rate lub respiration rate)
RTS może przyjąć wartości od 0 do  7.8408. Pacjenci z wartością RTS < 4 powinni być leczeni w centrach urazowych.
Pediatryczna skala ciężkości urazu (ang. Pediatric Trauma Score)
| Masa ciała (kg) | Drożność dróg oddechowych    | Skurczowe ciśnienie tętnicze (mm Hg) | Stan świadomości | Obecność ran     | Obrażenia układu kostnego   | Liczba punktów |
| --------------- | ---------------------------- | ------------------------------------ | ---------------- | ---------------- | --------------------------- | -------------- |
| >20             | drożne samoistnie            | >90                                  | przytomne        | nieobecne        | nieobecne                   | +2             |
| 10-20           | nie wymaga inwazyjnych metod | 50-90                                | podsypiający     | drobne zranienia | złamania zamknięte          | +1             |
| <10             | wymaga metod inwazyjnych     | <50                                  | śpiączka         | rozległe rany    | złamania otwarte lub mnogie | -1             |

Zakres punktacji wynosi od -6 do +12 punktów. Wynik 8 punktów i mniej wskazuje na znaczące ryzyko zgonu. Przy liczbie punktów poniżej 0 śmiertelność jest bliska 100%.